# Landhuis Hato
Landhuis Hato is een voormalige plantagehuis in Curaçao, waar de Curaçaose slavenopstand van 1750 plaatsvond. Het was tot 1792 in bezit van de West-Indische Compagnie (WIC) en is in gebruik geweest als buitenverblijf van de directeur van de WIC. Er werd mais verbouwd en er graasde veel vee; de naam Hato betekent in het Spaans veeplaats.

## Geschiedenis
Omstreeks 1700 bezat de WIC op Curaçao negen plantages, waaronder Plantage Hato. Omdat deze sterk verwaarloosd waren, werden er in 1717 acht aan particulieren verhuurd. Plantage Hato werd aangehouden: met zijn 1400 ha was het een van de grootste van Curaçao. Er werkten 89 tot slaaf gemaakten en er was een natuurlijke bron die gebruikt werd voor irrigatie. De plantage diende voortaan als kostgrond voor de tot slaaf gemaakten en als buitenverblijf voor de directeur van de WIC, Isaac Faesch.
Op 5 juli 1750 vond op Plantage Hato een slavenopstand plaats. Hierbij vielen zestig slachtoffers: 59 slaafgmaakten en een Europeaan. De meeste opstandelingen pleegden zelfmoord, acht mannen en vijf vrouwen werden verkocht en 39 werden geëxecuteerd.
Na 1929 werd op de voormalige plantage het huidige vliegveld aangelegd. De monumentale begraafplaats, de natuurlijke bron en de waterbakken werden bij de de landaanwinning van de Curaçao Airport Holding ernstig beschadigd.
Vanaf 2014 bevond zich op de plantage de eerste wijngaard van het Caribisch deel van het Koninkrijk der Nederlanden, met in het landhuis een wijnmakerij en bed & breakfast. In 2016 beëindigde Curaçao Airport Holding het contract.

## Het landhuis
Het landhuis ligt ongeveer 50 meter ten noorden van de huidige weg naar Curaçao International Airport. Het heeft een rechthoekige plattegrond met een voor Curaçao typisch centraal gedeelte en flankerende galerijen. Het centrale deel heeft een steil schilddak met aangrenzend schuine daken met dakrand boven de galerijen. Aan weerszijden van het dak zijn twee dakkapellen. In de uitbouw bevindt zich onder meer de keuken. Langs de achtergevel is een ommuurd terras.
Het complex is van bouwhistorische en cultuurhistorische waarde als ensemble van landhuis, begraafplaats en tuin met een irrigatiesysteem en vanwege de historie van de plantage en het landgoed.

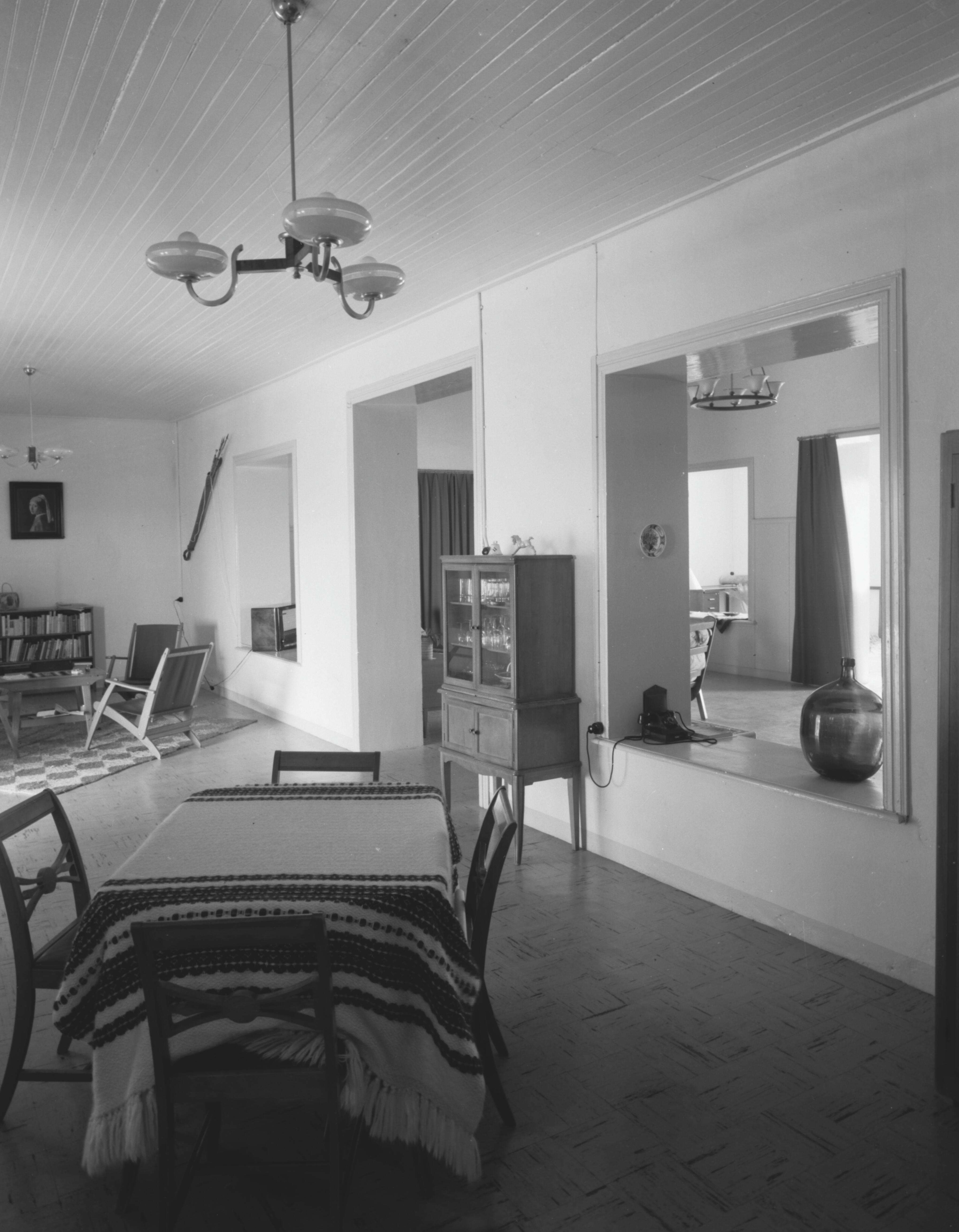
Het interieur in 1954
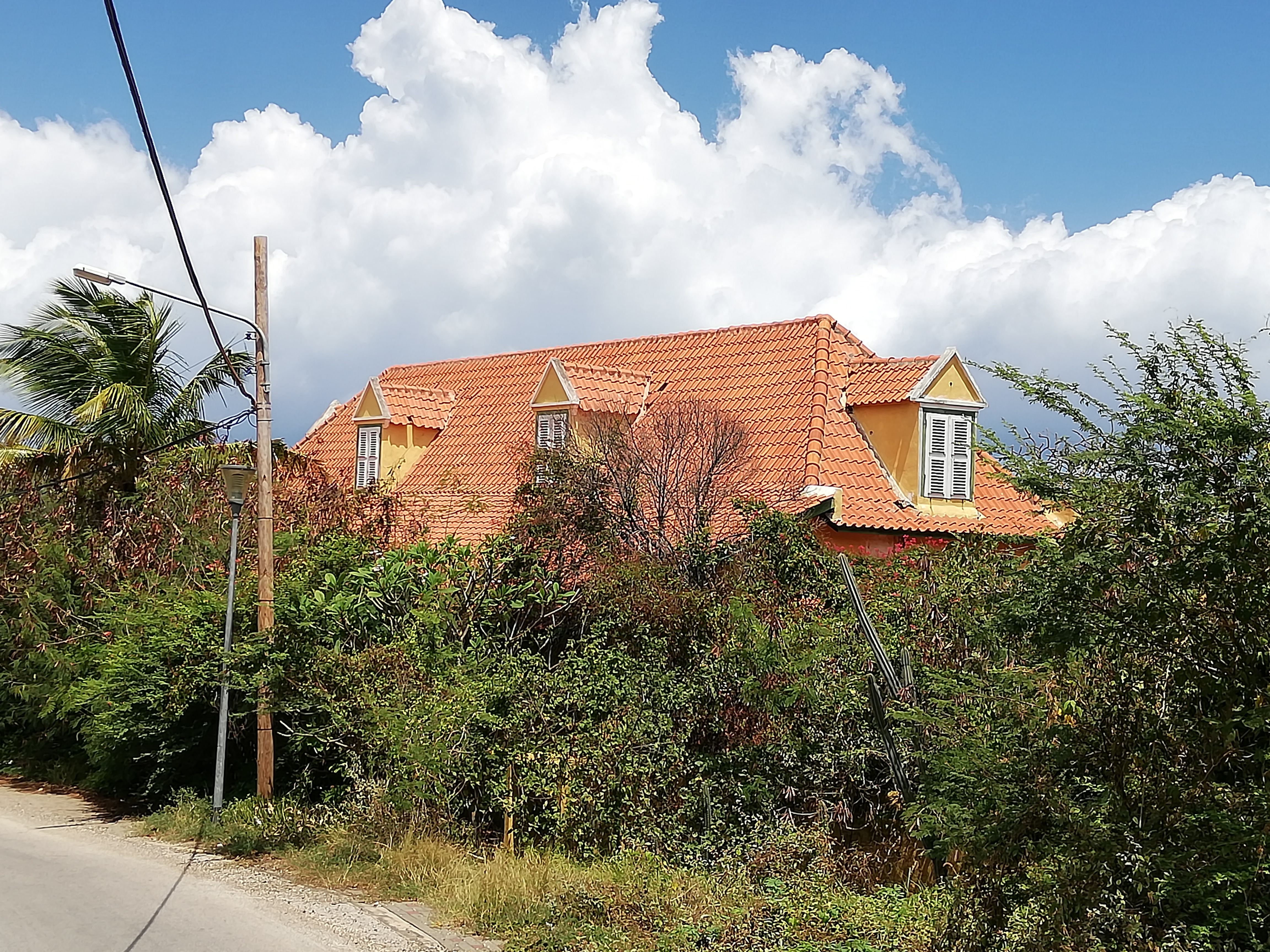
Landhuis Hato in 2024
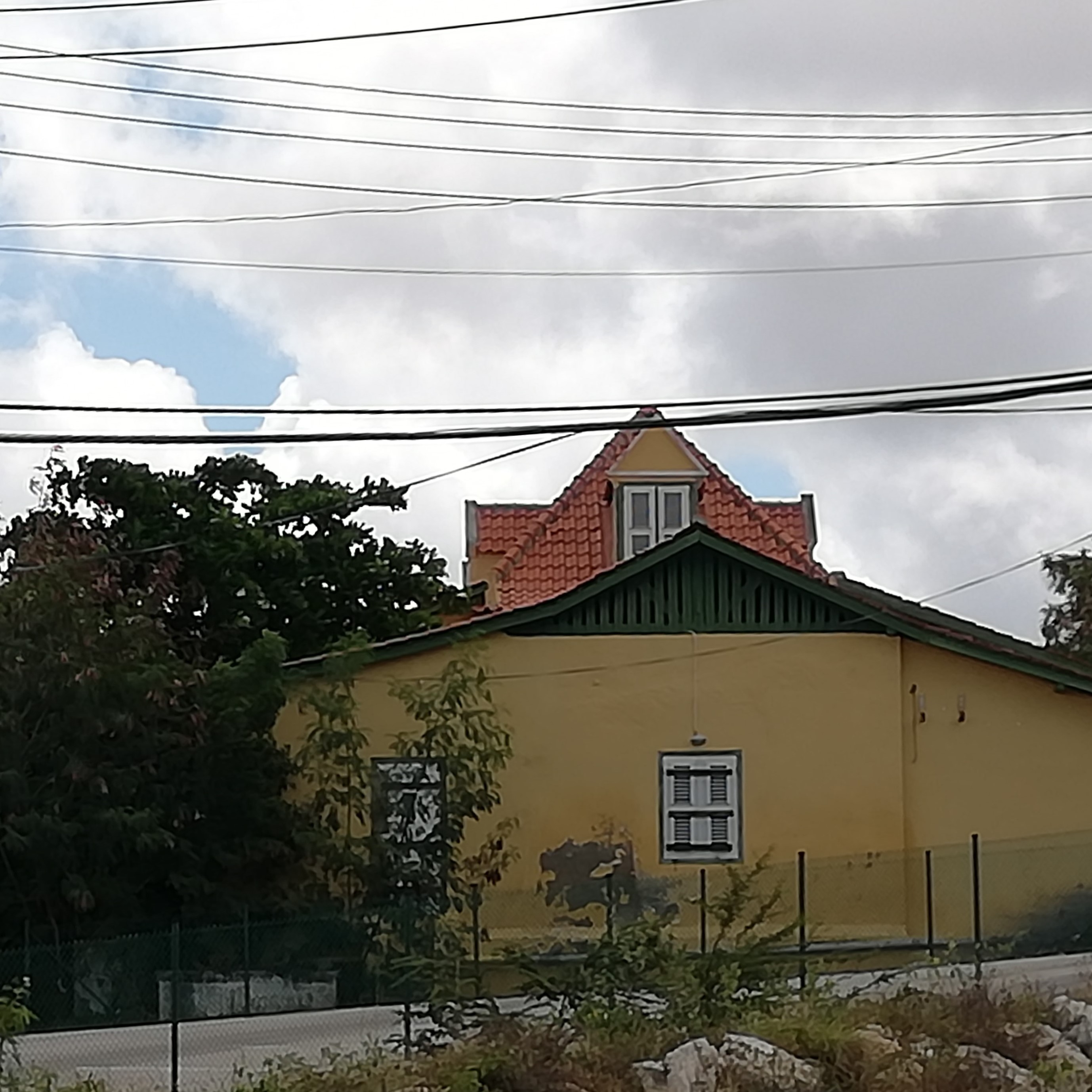
Achtergevel Landhuis Hato, 2024